# Tenganan
Tenganan o Tenganan Pegringsingan es un pueblo (desa) tradicional de Bali, Indonesia. Está ubicado en el distrito (kecamatan) de Manggis, kabupaten de Karangasem, en el este de la isla. Ubicado en el interior, se encuentra a alrededor de 10 kilómetros de la ciudad balneario de Candidasa.
Tenganan es un popular destino turístico, famoso por su singular cultura de Bali Aga que aún mantiene las tradiciones, ceremonias y reglas originales de los antiguos balineses, y el diseño y arquitectura del pueblo. También es muy reconocido por su Gamelan selonding, música tocada en metalófonos de hierro y sus gringsing o geringsing, tejidos de doble ikat, que solo se confeccionan en tres lugares en el mundo. 
Antes de la década de 1970, los antropólogos ya conocían que era una sociedad aislada en el archipiélago. Se han producido cambios rápidos en el lugar desde la década de 1970, como el desarrollo de las comunicaciones locales por parte del gobierno central, la apertura al turismo y la ruptura de las reglas endogámicas.

## Leyenda histórica de Tenganan Pegringsingan
Según la leyenda, la gente de Tenganan Pegringsingan fue seleccionada por el dios hinduista de las tormentas y la guerra Indra para administrar un territorio que fue concebido de acuerdo con su divino plan para ser un microcosmos del mundo. Se les instruyó para que usaran todos los medios para mantenerlo puro y limpio. El concepto de pureza e integridad territorial, corporal y espiritual es de suma importancia en el pueblo.
Una variación de esta leyenda es la del caballo Uccaisrawa del rey Udayana, gobernante del reino de Bedahulu del siglo XI. El caballo iba a ser sacrificado pero escapó. El rey estaba angustiado y envió grupos de personas para encontrarlo. Un grupo de servidores, hombres del pueblo de Peneges (hoy, Candidasa), estando al frente Ki Patih Tunjung Biru, un hombre de confianza del rey, fueron asignados para buscar en el área este de la isla, en el área de Karangasem. El rey había prometido una gran recompensa a quien encontrara a Uccaisrawa, sin embargo, cuando lo encontraron, murió de agotamiento.
El rey recompensó a los que lo encontraron con la tierra hasta donde se pudiese detectar el olor del caballo muerto. Los hombres de Peneges desmembraron el caballo y llevaron las diferentes partes a varios lugares alrededor del lugar donde había muerto el caballo. Sin que los hombres del rey lo supieran, los hombres de Peneges habían escondido partes del caballo muerto en sus ropas, por lo que el olor a podrido los siguió a todas partes hasta que los hombres del rey decidieron que era suficiente tierra. Ese sería el origen de Tenganan.
Otra historia dice que la gente de Tenganan provenía del pueblo de Peneges (ahora Candi Dasa), que en ese momento todavía era parte del Reino predecesor de Be. Según el folclore, el rey Be predecesor una vez perdió uno de sus caballos y la gente lo buscó en el este. El caballo fue encontrado muerto por Ki Patih Tunjung Biru, un hombre de confianza del rey. Por su lealtad, Ki Patih Tunjung Biru obtuvo la autoridad para regular el área que tiene el olor de la carroña del caballo. Ki Patih obtuvo un área bastante grande porque cortó el cadáver del caballo y lo extendió lo más que pudo. Ese es el origen del área de Tenganan Village.
Los hombres de Peneges llevaron a sus familias al lugar llamado ngetengahang que significa 'trasladarse al medio' o  'trasladarse a un área más profunda', un valle ahora conocido como Tenganan Pegringsingan. Esto se relaciona se relaciona con el traslado de las comunidades rurales de las zonas costeras a las zonas residenciales en medio de las colinas, es decir, entre la colina oeste (Bukit Kauh) y la colina este (Bukit Kangin). También lleva el nombre de la tela geringsing doble ikat que Indra supuestamente enseñó a tejer a las mujeres. Brillaba con motivos de estrellas que emulaban su divino reino.

## Disposición del pueblo

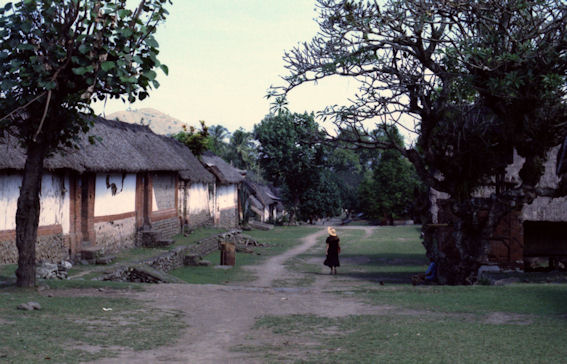
Explanada principal del pueblo de Tenganan Pegringsingan, 1981.

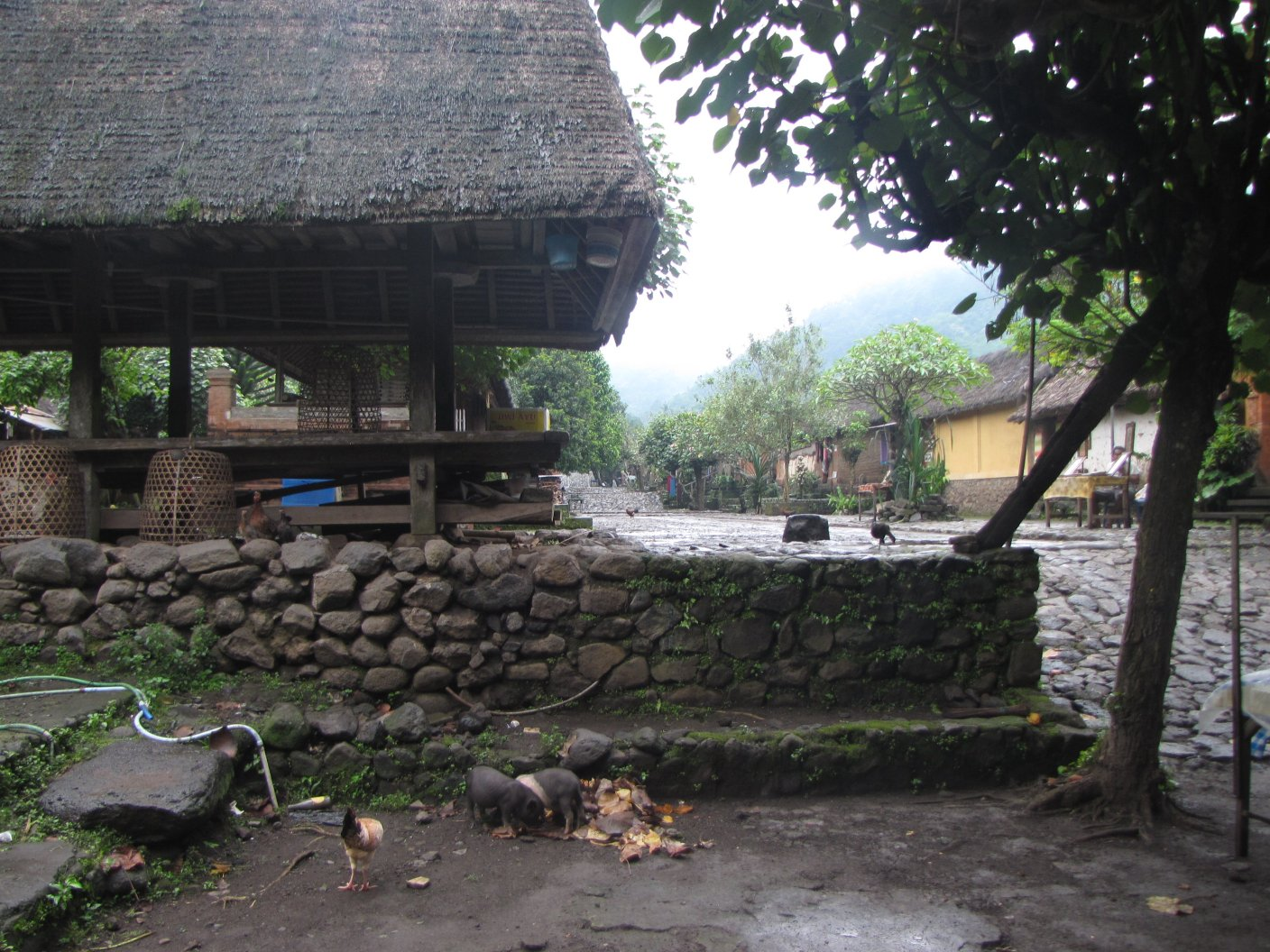
Vista de la explanada principal, 2002.

Las casas del pueblo de Tenganan Pegringsingan están construidas a ambos lados de las explanadas cuesta arriba y cuesta abajo con sus puertas que se abren hacia ellas. Las entradas de las casas son angostas y solo permiten que una persona entre o salga a la vez. La entrada y salida del pueblo es a través de la puerta del extremo de la cuesta abajo. A ambos lados de la entrada hay dos pequeños templos.
Frente a estos se encuentra el largo balé agung, donde se toman las decisiones administrativas del pueblo. Al lado está la torre del tambor, kul-kul. El kul-kul es golpeado 21 veces cada mañana para comenzar el día. En el centro existen una serie de pabellones comunales (balé patemon), tanto para reuniones formales e informales, como reuniones ceremoniales. En el extremo norte se encuentra el templo pura Puseh, el templo de origen.